# T. Harv Eker
T. Harv Eker (n. 10 iunie 1954, Toronto, Canada) este un om de afaceri și orator motivațional canadian, cunoscut pentru teoriile sale despre bogăție și motivație. El este autorul cărții Secrets of the Millionaire Mind (tradusă și publicată în România în anul 2011 de Editura Curtea Veche din București cu titlul Secretele minții de milionar) publicată în anul 2005 de HarperCollins.

## Cariera sa inițială
Eker s-a născut în Toronto, Ontario (Canada) și a locuit acolo în copilărie. În tinerețe, el s-a mutat în Statele Unite ale Americii și a înființat peste o duzină de companii diferite înainte de a avea succes cu un magazin de produse de fitness pe care le vindea cu amănuntul. După ce a câștigat milioane de dolari printr-un lanț de magazine de fitness și și-a pierdut apoi averea din cauza managementului defectuos, Eker a început să analizeze relațiile pe care oamenii bogați le au cu banii, determinându-l să-și dezvolte un set de teorii pe care le-a popularizat în seminariile și cărțile sale.

## Teorii
Scrierile și seminariile lui Eker se concentrează adesea pe conceptul său de „minte de milionar”, o colecție de „atitudini mentale care facilitează bogăția”. Această teorie presupune că fiecare om are un „tipar financiar” sau un „tipar intern care dictează relația lui cu banii” și că prin schimbarea acestui tipar oamenii își pot schimba capacitatea lor de a acumula avere.
Alte teorii atribuite lui Eker includ conceptul că oamenii care nu doresc să facă sacrificii majore pentru a reuși să devină bogați „joacă rolul” de victimă și neagă ideea că ei au control asupra propriei lor situații financiare. Un alt concept este acela că vina previne căutarea bogăției și că „gândirea la avere ca un mijloc de a-i ajuta pe ceilalți” elimină această vină și permite acumularea de bogăție.
În cartea sa, Eker enumeră 17 moduri în care gândirea financiară a oamenilor bogați diferă de cea a oamenilor săraci și din clasa de mijloc. O temă identificată în această listă este faptul că oamenii bogați resping convingerile limitative, în timp ce săracii conviețuiesc cu ele. Eker susține că: oamenii bogați cred că își creează singuri viața, în timp ce oamenii săraci cred că viața li se întâmplă; oamenii bogați se concentrează asupra oportunităților, în timp ce oamenii săraci se concentrează asupra obstacolelor; oamenii bogați îi admiră pe ceilalți oameni bogați și de succes, în timp ce oamenii săraci îi disprețuiesc pe oamenii bogați și de succes.

## Om de afaceri
Eker a fondat compania de pregătire motivațională Peak Potentials Training. Potrivit unui comunicat de presă al Peak Potentials, compania a fost achiziționată în anul 2011 de Success Resources, o companie care se ocupă cu organizarea de evenimente.
Eker a organizat seminarii începând din anul 2001 sau chiar mai devreme. Un articol publicat în Wall Street Journal în 2005 îl citează pe Eker ca un exemplu al schimbărilor în publicarea cărților de non-ficțiune. Articol WSJ a examinat folosirea de către el a seminariilor și a contactelor directe și personale ca o "platformă" prin care să-și promoveze vânzările propriei sale cărți.

## Autor
Eker este autorul cărții Secretele minții de milionar, care a fost inclusă în lista bestseller-urilor elaborată de New York Times și s-a plasat pe locul 1 în lista cărților de afaceri elaborată de Wall Street Journal. El a scris și o carte intitulată SpeedWealth.

## Controversă
Un articol din 2010 publicat în Vancouver Sun a pretins că Eker a fost citat într-un „proces viitor” în care erau implicate două persoane ce au achiziționat proprietăți rezidențiale de la oameni pe care i-au întâlnit în timp ce participau la unul dintre seminariile lui. Un alt articol din 2007, publicat tot în Vancouver Sun, citează o acuzație potrivit căreia Peak Potentials Training Inc., compania lui Eker, a folosit „tactici de vânzare foarte presante” în timpul cursului Millionaire Mind Intensive desfășurat la Wall Centre în octombrie 2005. Reclamanții au susținut că Eker și compania sa au încălcat legea consumatorilor din Canada prin variabilitatea largă a tarifelor pentru participarea la seminar.